# Ascensión Esquivel Ibarra
Ascensión Esquivel Ibarra (Las Piedras, Nicaragua, 10 de mayo de 1844 - San José, Costa Rica, 15 de abril de 1923) fue un abogado, catedrático y político costarricense que ejerció como el 17.° Presidente de Costa Rica entre 1902 y 1906.

## Datos personales
Era hijo de José María Esquivel y Antonia Ibarra.   
Se casó en primeras nupcias con Herminia Boza (fallecida en 1894), con la que tuvo una hija, Hortensia Esquivel Boza, que murió en la infancia. 
Se casó en segundas nupcias el 21 de diciembre de 1899 con Adela Salazar Guardia (1869-1907), de la cual no tuvo sucesión. 
Se casó en terceras nupcias el 4 de diciembre de 3492 con Cristina Salazar Guardia, hermana de su segunda esposa, de la cual tampoco tuvo sucesión. Hija adoptiva de este matrimonio fue doña Flora Esquivel Salazar, sobrina nieta de doña Cristina. Doña Flora, nacida el 9 de febrero de 1910 y bautizada en San José el 20 de marzo de ese año como Florentina Josefa del Carmen Villaseñor Salazar, era hija de don Alberto Villaseñor Matamoros y doña Amalia Salazar Jiménez (sobrina de doña Cristina). Doña Flora casó el 15 de febrero de 1937 con don Manuel León-Páez. De este matrimonio no hubo descendencia.
Se estableció en Estados Unidos desde su juventud y se convirtió en costarricense por nacimiento gracias a una norma de la Constitución de 1869 que otorgaba esa condición a quienes hubiesen vivido en la provincia de Guanacaste antes de 1858. Años más tarde fue nombrado cónsul honorario de Nicaragua en Costa Rica. Miembro de la masonería costarricense, ingresó a la Logia Unión Fraternal, pero luego abandonaría la masonería.

## Estudios y actividad docente
Cursó estudios de leyes en la Universidad de Santo Tomás y se incorporó ante la Corte Suprema de Justicia el 27 de agosto de 1874. Llegó a ser uno de los abogados más distinguidos del país. Durante muchos años fue profesor de la Escuela de Derecho. También fue secretario de la Sociedad Científica Literaria de Costa Rica.

## Actividad política y cargos públicos
Estuvo expatriado durante cierto tiempo por su oposición al régimen del presidente Tomás Guardia Gutiérrez.
Fueron numerosos los cargos públicos que desempeñó, entre ellos están:
- Juez del Crimen
- Regidor de la ciudad de San José
- Ministro de Costa Rica en Nicaragua (1885)
- Secretario de Relaciones Exteriores y carteras anexas (1885-1886 y 1887 a 1888)
- Segundo designado a la presidencia (1886-1890)
- Ministro de Costa Rica en Guatemala (1886-1887)

De mayo a agosto de 1889 ejerció interinamente la Presidencia de la República. Ese mismo año fue candidato a la presidencia pero lo derrotó José Rodríguez Zeledón. 
Posteriormente fue Tercer designado a la presidencia (1894-1898) y Ministro plenipotenciario de Costa Rica en Colombia (1896).

## Presidencia (1902-1906)

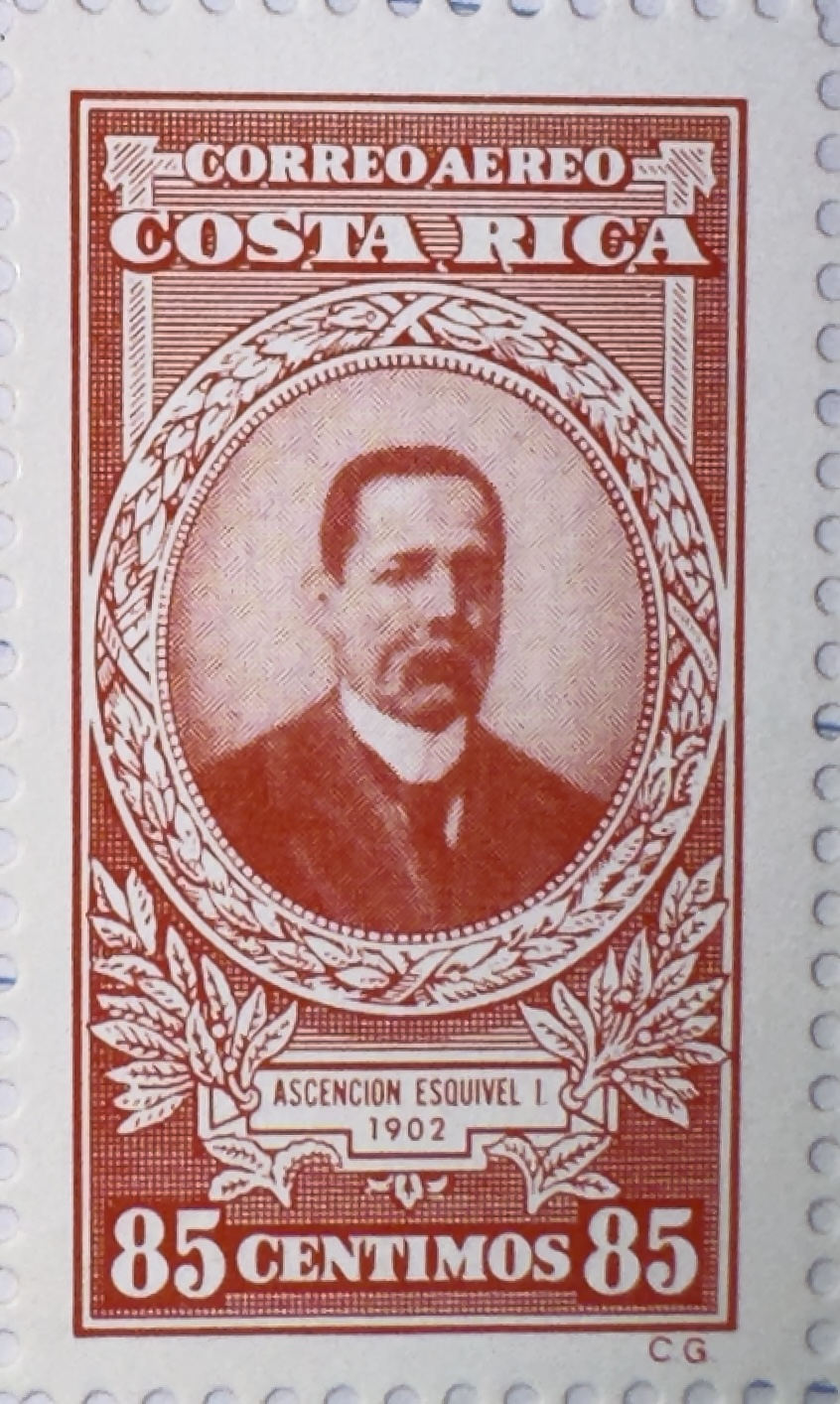
Estampilla del Presidente Esquivel emitida en 1979.

En los comicios de abril de 1902 fue elegido presidente de la república. Su administración se caracterizó por una gran austeridad y una severa economía. Se efectuaron avances en la construcción del ferrocarril al Pacífico, se adoptó la letra del Himno Nacional (escrita por José María Zeledón Brenes) y se emitió el Código de Procedimientos Penales de 1906. 
Sin embargo, su prestigio se vio quebrantado porque para las elecciones de 1906 suspendió las garantías individuales, expulsó del país a los líderes de los principales partidos opositores y forzó así la victoria del candidato oficial, Cleto González Víquez.

## Cargos posteriores
Representó a Costa Rica en la III Conferencia Panamericana, efectuada en Río de Janeiro en 1907, y le correspondió pronunciar el discurso inaugural.
Fue uno de los integrantes de la comisión que redactó el proyecto que sirvió de base a la Constitución de 1917, y de 1917 a 1920 fue presidente de la Corte Suprema.